# 7-я сессия Комитета всемирного наследия ЮНЕСКО

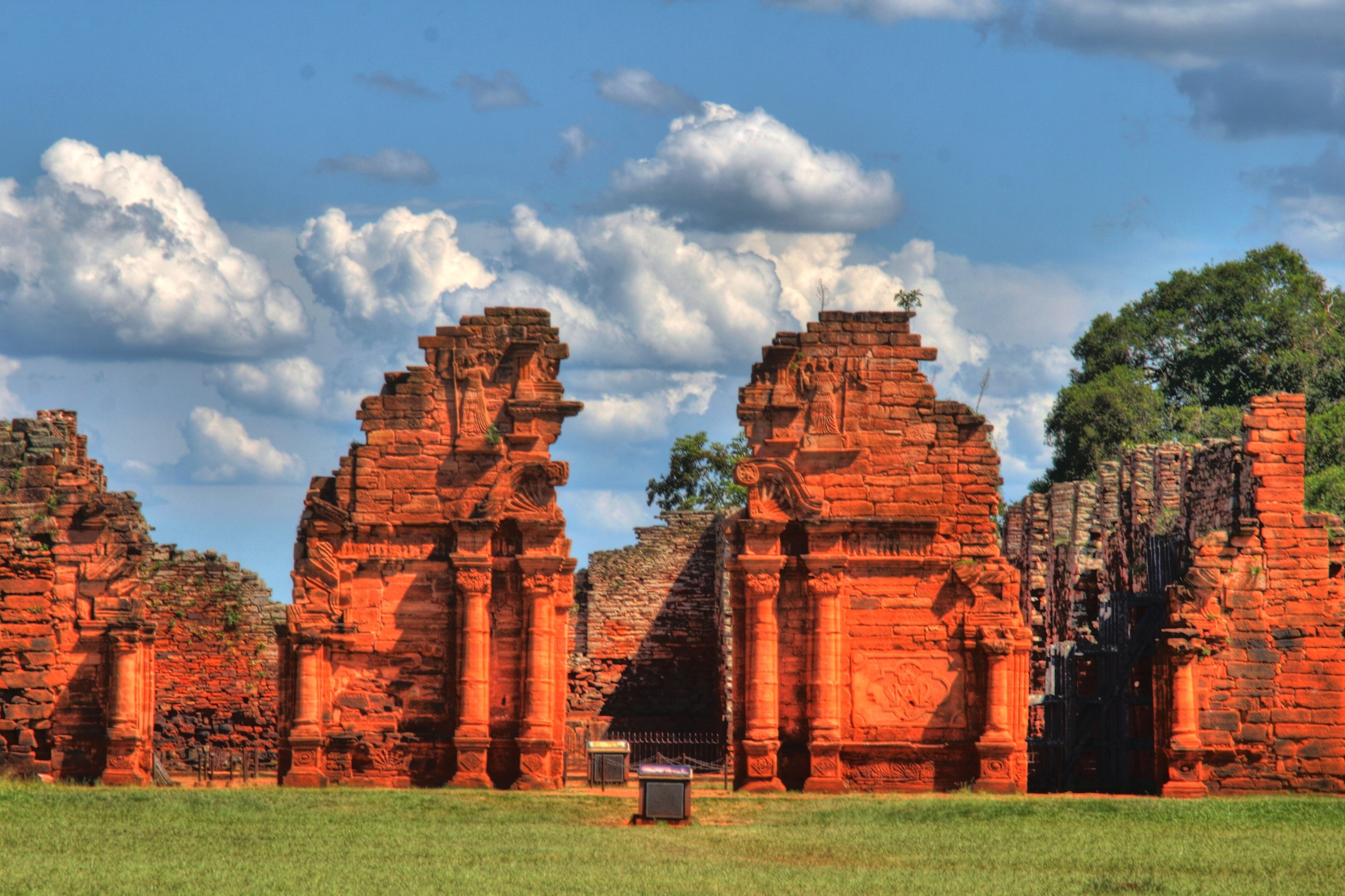
Иезуитские миссии на землях индейцев гуарани

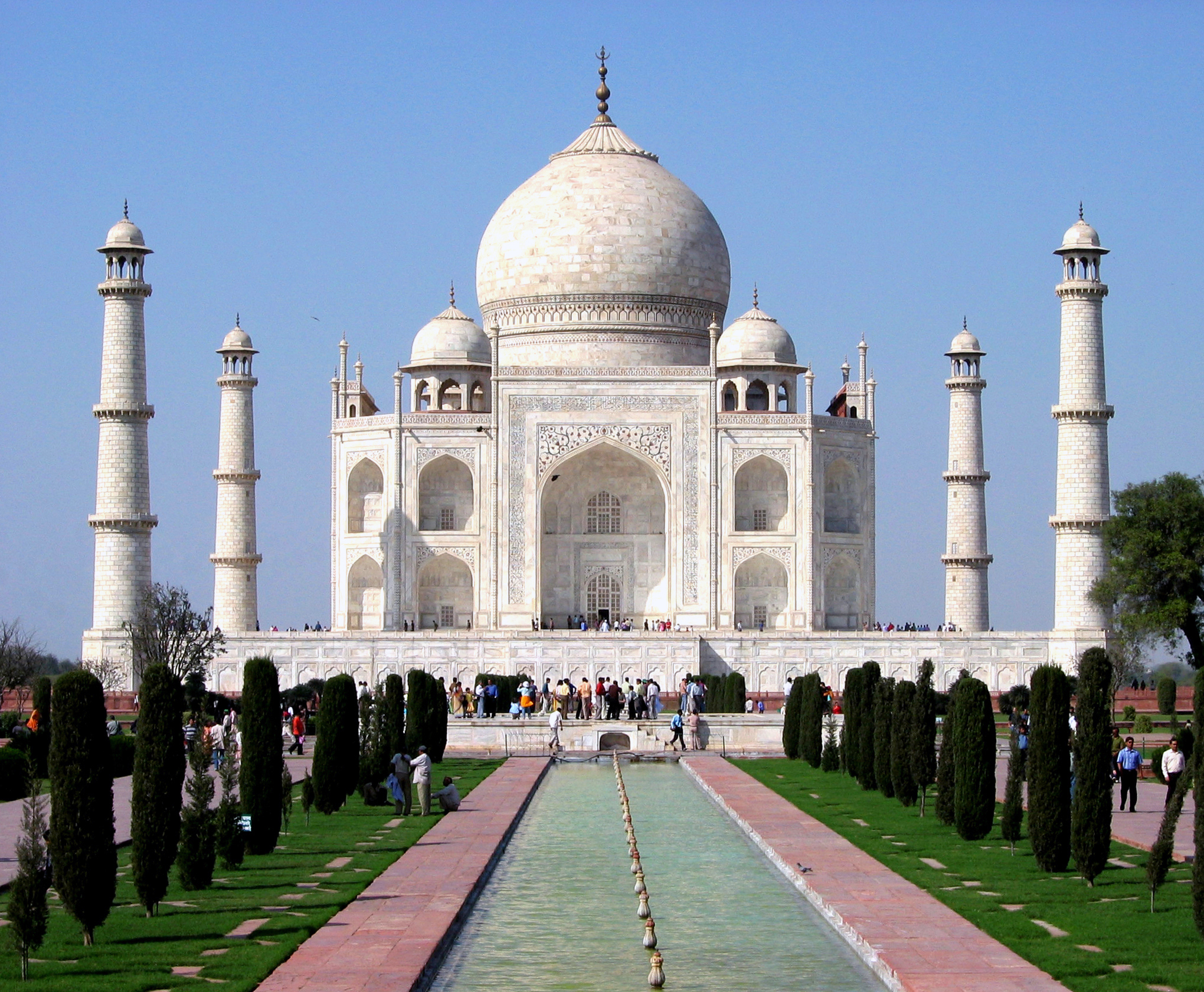
Тадж Махал

Куско

7-я сессия Комитета всемирного наследия ЮНЕСКО проходила с 5 по 9 декабря 1983 года во Флоренции, Италия. Было подано 29 заявок в список всемирного наследия. Из них, 19 культурных объектов, 1 смешанный объект и 9 природных объектов. Таким образом, общее число достигло — 164 (116 объектов культурного наследия, 41 объект смешанного наследия и 7 природного наследия).

## Объекты, внесённые в список всемирного наследия

### Культурное наследие
Аргентина / Бразилия: Иезуитские миссии на землях индейцев гуарани: Сан-Игнасио-Мини, Санта-Ана, Нуэстра-Сеньора-де-Лорето, Санта-Мария-ла-Майор, руины Сан-Мигел-дас-Мисойнс (расширенный в 1984 году)
Болгария: Древний город Несебыр
Болгария: Рильский монастырь
Германия: Паломническая церковь в деревне Вис
Франция: Площади Плас-Станислас, Плас-де-ла-Карьер и Плас-д’Альянс в городе Нанси
Франция: Церковь Сен-Савен-сюр-Гартамп (расширена в 2007 году)
Индия: Пещера Аджанта
Индия: Пещера Эллора
Индия: Форт в городе Агра
Индия: Мавзолей Тадж-Махал
Перу: Город Куско
Португалия: Центр Ангра-ду-Эроишму на Азорских островах
Португалия: Жеронимуш и Башня Беленв Лиссабоне
Португалия: Монастырь Баталья
Португалия: Конвенту-де-Кришту в Томаре
США: Ла Форталеса и Сан Хуан историческое место в Пуэрто-Рико
Швейцария: Монастырь Святого Галла
Швейцария: Бенедиктинский монастырь Святого Иоанна в Мюстаире
Швейцария: Старый город в Санта-Мария-Валь-Мюстаир

### Смешанный объект
Перу: Руины древнего города Мачу-Пикчу

### Природное наследие
Болгария: Природный заповедник Сребырна
Болгария: Пирин (национальный парк) (расширена в 2010 году)
Канада: Вуд-Баффало (национальный парк)
Коста-Рика / Панама: Международный парк La Amistad / La Amistad (расширена в 1990 году)
Эквадор: Национальный парк Сангай
Франция: Мысы Жиролата и Порто, природный резерват Скандола и скалистые бухты «каланки» у города Пьяна на острове Корсика
Кот-д'Ивуар: Национальный парк Комоэ
Сейшельские острова: Природный резерват Валле-де-Мэ
США: Национальный парк Грейт-Смоки-Маунтинс (национальный парк)